# Lagunda kontrakt
För kontratet med detta namn som fanns före 1928 se Lagunda kontrakt (-1928)
Lagunda kontrakt var ett kontrakt inom Svenska kyrkan i Uppsala stift. Det upphörde 31 december 1997.
Kontraktskod var 0105

## Administrativ historik
Kontraktet bildades 1962 av huvuddelen av Lagunda och Hagunda kontrakt, hela Håbo kontrakt samt Nysätra församling ur Fjärdhundra kontrakt
Vid upplösningen 1997/1998 överfördes kontraktets församlingar
till Trögds och Åsunda kontrakt
- Gryta församling
- Giresta församling
- Fröslunda församling
- Långtora församling
- Nysätra församling
- Biskopskulla församling
- Hjälsta församling
- Fittja församling
- Holms församling
- Kulla församling

till Norunda kontrakt
- Balingsta församling
- Hagby församling
- Ramsta församling
- Uppsala-Näs församling
- Västeråkers församling
- Dalby församling

till Sigtuna kontrakt (de som före 1962 ingått i Håbo kontrakt)
- Bro församling
- Håbo-Tibble församling
- Låssa församling
- Håtuna församling
- Övergrans församling
- Yttergrans församling
- Kalmar församling
- Skoklosters församling
- Häggeby församling
- Kungsängens församling som före 1967 benämndes Stockholms-Näs församling och som vid övergången uppgick i Kungsängen-Västra Ryds församling
- Västra Ryds församling som vid övergången uppgick i Kungsängen-Västra Ryds församling